# Sapa-Sapa
Sapa-Sapa ist eine philippinische Stadtgemeinde in der Provinz Tawi-Tawi. Sie hat 30.917 Einwohner (Zensus 1. August 2015).

## Baranggays
Sapa-sapa ist politisch in 23 Baranggays unterteilt.
| - Malanta Datu Saltan - Lookan Banaran - Tonggusong Banaran - Butun - Dalo-dalo - Palate Gadjaminah - Kohec - Latuan (Sunsang) - Lakit-lakit - Tangngah (Laum Sikubong) - Tambunan Likud Sikubong - Baldatal islam | - Mantabuan Tambunan - Sapa-sapa (Pob.) - Tapian Bohe North - Look Natuh - Lookan Latuan - Nunuk Likud Sikubong - Pamasan - Sapaat - Sukah-sukah - Tapian Bohe South - Tup-tup Banaran |